# Cabana Maior
Cabana Maior es una freguesia portuguesa del concelho de Arcos de Valdevez, con 10,11 km² de superficie y 365 habitantes (2001). Su densidad de población es de 36,1 hab/km².